# Work (Rihanna)
Work è un singolo della cantante barbadiana Rihanna, pubblicato il 27 gennaio 2016 come primo estratto dall'ottavo album in studio Anti.
Il brano, che ha visto la partecipazione del rapper canadese Drake, ha ottenuto un notevole successo commerciale a livello globale; ha infatti raggiunto la prima posizione in nove mercati, tra cui gli Stati Uniti d'America, Paese nel quale Rihanna ha consacrato la propria influenza dominante: costituendo la quattordicesima hit in vetta in classifica, la cantante ha infatti sorpassato Michael Jackson divenendo l'artista più giovane a far parte del podio. Al gennaio 2021 Work ha venduto più di 32,5 milioni di copie, streaming incluso, diventando la quarta canzone più venduta al mondo nell'era digitale.

## Pubblicazione
Già dalla fine del 2015 sono iniziate a circolare voci su una nuova collaborazione tra Rihanna e Drake, quest'ultima confermata attraverso alcune foto ritraenti parti del set di un video. La svolta è giunta il 26 gennaio 2016, quando Rihanna ha dichiarato l'intenzione di pubblicare un nuovo singolo il giorno seguente. Il 27 gennaio il brano è stato trasmesso in anteprima presso diverse stazioni radiofoniche mondiali, tra cui la BBC Radio 1 nel Regno Unito, e successivamente è stato reso disponibile per il download digitale e per lo streaming nella maggior parte dei paesi di tutto il mondo.

## Descrizione
Quarta traccia dell'album, Work ha visto la partecipazione vocale del rapper canadese Drake, con il quale Rihanna aveva già precedentemente lavorato in brani come What's My Name? e Take Care.
Musicalmente Work risulta essere un brano prevalentemente R&B, dancehall e reggae pop, caratterizzato da elementi dub e dall'utilizzo dell'Auto-Tune da parte della cantante. Gran parte del canzone riprende la linea melodica di Sail Away (Riddim), brano di Richie Stephens e Mikey del 1998, che a sua volta si basa sulle note della canzone If You Were Here Tonight di Alexander O'Neal del 1985.

### Remix
Il 9 febbraio 2016 il rapper ASAP Ferg ha pubblicato una propria versione remixata di Work attraverso SoundCloud. Il 29 febbraio quattro nuovi remix sono stati pubblicati attraverso il sito Daily New Jams e prodotti rispettivamente da Bad Royale, Alex Angelo, Thombs e Delirious & Alex K; il 5 marzo altri due remix, realizzati rispettivamente da Zea & Rarri e da Yah Yahz, sono stati pubblicati nel sopracitato sito, mentre il giorno seguente la rapper statunitense Lil Mama ha pubblicato una sua versione remixata di Work caratterizzata da inedite strofe rap.

## Accoglienza
Work ha ricevuto recensioni generalmente contrastanti da parte della critica contemporanea. Joe Lynch di Billboard si è soffermato nel sottolineare la prevedibilità della presenza di Drake nel brano aggiungendo che «anche se non è di certo una svolta di 180 gradi per Rihanna, la sua produzione minima sovverte le aspettative di ciò che ci si aspetta da una grande pop star prima di pubblicare un nuovo, lungamente rimandato, album.» Alexa Camp di Slant Magazine ha affermato di esser rimasta particolarmente delusa dell'incomprensibilità della voce della cantante in alcune parti del brano e che il potenziale di quest'ultimo non sia stato sfruttato a dovere. Altri critici sono stati più scettici: Hugh McIntyre di Forbes ha scritto che Work «è una canzone ben prodotta, ma è il pop di cui aveva bisogno?»
Kathy Iandoli della Black Entertainment Television ha definito il singolo «comoda, ma comunque buona», mentre Brennan Carley di Spin ha apprezzato sia la voce di Rihanna che quella di Drake considerando tuttavia «apatico» il brano.
Work è stato definito sia dal New York Times sia da NME come il miglior brano del 2016. Quest'ultima testata l'ha in seguito definita la ventiduesima miglior canzone del decennio.

## Video musicale
Le riprese del video musicale di Work, uscito il 22 febbraio, curate da Tim Erem e da Director X (il quale aveva già collaborato con Rihanna per la realizzazione del video di Pon de Replay e con Drake per il video di Hotline Bling), hanno avuto luogo a partire dal 9 gennaio 2016 in un piano del supermercato Eagle Rock Plaza di Los Angeles e terminarono al ristorante Real Jerk di Toronto il 5 febbraio dello stesso anno.
Il primo video mostra Rihanna mentre balla in una discoteca con un gruppo di altre persone sullo sfondo. Ci sono anche alcuni filmati della cantante mentre balla davanti ad uno specchio, con Drake, e dove il barista versa la vodka nei bicchieri. Il secondo video, invece, sembra quasi come se fosse stato girato in un unico pezzo, in quanto mostra Rihanna e Drake in una stanza piena di luci al neon rosa. Rihanna indossa una camicia trasparente, mentre Drake è seduto sul divano e le fa da sfondo.

## Tracce
Testi e musiche di Jahron Braithwaite, Michael Samuels, Allen Ritter, R. Thomas, Aubrey Graham, Robyn Fenty, Monte Moir e R. Stephenson.
Download digitale
1. Work (feat. Drake) – 3:39

Download digitale – Dance Remixes
1. Work (R3hab Remix) – 3:39
2. Work (R3hab Extended Remix) – 3:59
3. Work (R3hab Extended Instrumental) – 3:59
4. Work (BURNS' Late Night Rollin Remix) – 3:43
5. Work (Bad Royale Remix) – 3:42
6. Work (Bad Royale Remix) – 3:43
7. Work (Lost Kings Remix) – 4:19
8. Work (Lost Kings Extended Remix) – 4:50

## Successo commerciale
Work è stato il 6º singolo più venduto dell'anno secondo l'International Federation of the Phonographic Industry, dopo aver accumulato 10,6 milioni di unità.

### Europa
Nel Regno Unito ha debuttato alla 13ª posizione nella Official Singles Chart e in vetta alla classifica riservata ai brani di genere R&B nella settimana del 4 febbraio 2016. Nella settimana successiva il singolo è salito al 4º posto, divenendo così il ventisettesimo singolo di Rihanna in top ten, salendo alla seconda posizione nella terza settimana. Il singolo è stato successivamente certificato doppio disco di platino dalla British Phonographic Industry per aver venduto oltre 1 200 000 copie.
In Francia Work è entrato al 2º posto della classifica dei singoli con una vendita di circa 4 320 copie; nella settimana successiva il brano ha ricevuto un incremento di circa 700 copie, utile a fargli raggiungere la vetta della classifica. Nelle due settimane successive il brano perde rispettivamente una e quattro posizioni, combinando una vendita complessiva di circa 5 900 copie. Tuttavia torna in testa alla classifica nel corso della quinta settimana di presenza, distribuendo 3 100 copie. Nello stesso tempo, il singolo ha battuto il record per il maggior numero di streaming in una sola settimana, con 2,05 milioni, andando così a dominare la classifica per una seconda settimana consecutiva.
Nei Paesi Bassi, Work è diventato il primo singolo di Rihanna ad avere raggiunto la cima delle classifiche dopo il brano Don't Stop the Music che nel 2007 aveva governato le graduatorie olandesi.

### Stati Uniti d'America
Work ha esordito al 9º posto della Billboard Hot 100. Tale debutto ha rappresentato il 27° singolo di Rihanna ad entrare nella top ten del paese (il 15º per Drake), rendendo la cantante la quinta artista nella storia ad avere più brani nella top ten, condividendo tale traguardo con Mariah Carey, Janet Jackson ed Elton John. Nella seconda settimana Work guadagna un incremento in termini di vendite del 23% (156 000 copie digitali), avanzando così alla 7ª posizione della Billboard Hot 100, mentre nella terza settimana il singolo ha raggiunto la 4ª posizione, risultando il ventesimo di Rihanna ad occupare la top five.
Raggiunta la quarta settimana di presenza, Work, anche grazie all'uscita del videoclip, conquista il vertice della classifica, divenendo la quattordicesima hit di Rihanna a capeggiare la classifica statunitense. Questo posizionamento sancisce inoltre un record per la cantante: ella è divenuta infatti la terza artista con il maggior numero di singoli giunti in testa alla classifica, dietro solo ai The Beatles (20) e a Mariah Carey (18). La collaborazione fra Rihanna e Drake genera per la seconda settimana consecutiva un'ulteriore permanenza al picco della classifica, corrispondente a una vendita di 169 000 copie pure. Il brano è rimasto in vetta alla classifica statunitense per nove settimane consecutive, diventando la seconda numero uno di Rihanna con il maggior numero di settimane spese alla prima posizione della classifica, dietro solo a We Found Love che aveva regnato per 10 settimane non consecutive tra il 2011 e il 2012.
Work ha inoltre fatto il suo debutto in testa alla Digital Songs con oltre 126 000 download digitali venduti in poco più di un giorno, divenendo la quattordicesima numero uno della cantante, mentre nella Radio Songs ha raggiunto la 27ª posizione con un'audience di 44 milioni di ascoltatori (di cui 23,4 milioni raggiunti solo durante il corso della prima giornata).
A fine marzo 2016 il singolo ha venduto oltre un milione di unità nel solo territorio statunitense, dato salito a tre milioni il 29 aprile 2016.

### Resto del mondo
Il brano si è imposto in cima alle classifiche canadesi a partire dal 12 marzo 2016, segnando il decimo singolo numero uno nel paese per la cantante. Pertanto Rihanna ha raggiunto Katy Perry come artista con più brani in cima alla Canadian Hot 100. È anche il primo brano in vertice per Drake nella sua terra natale. Quando Work ha trascorso la sua quarta settimana alla prima posizione, nel 2 aprile 2016, Rihanna registrò il maggior numero di settimane al vertice per qualsiasi altro artista nella storia (42). In Australia, il singolo è stato accolto più tiepidamente, raggiungendo infatti la 5ª posizione ma venendo comunque certificato doppio disco di platino dalla Australian Recording Industry Association nel mese di giugno per aver venduto oltre 140 000 copie.

## Classifiche

### Classifiche settimanali
| Classifica (2016) | Posizione massima |
| ----------------- | ----------------- |
| Australia         | 5                 |
| Austria           | 14                |
| Belgio (Fiandre)  | 6                 |
| Belgio (Vallonia) | 1                 |
| Brasile           | 61                |
| Canada            | 1                 |
| Danimarca         | 1                 |
| Finlandia         | 10                |
| Francia           | 1                 |
| Germania          | 5                 |
| Irlanda           | 2                 |
| Italia            | 5                 |
| Libano            | 8                 |
| Lussemburgo       | 8                 |
| Messico           | 1                 |
| Norvegia          | 4                 |
| Nuova Zelanda     | 2                 |
| Paesi Bassi       | 1                 |
| Polonia           | 52                |
| Portogallo        | 1                 |
| Regno Unito       | 2                 |
| Repubblica Ceca   | 3                 |
| Slovacchia        | 1                 |
| Spagna            | 2                 |
| Stati Uniti       | 1                 |
| Svezia            | 2                 |
| Svizzera          | 9                 |
| Ungheria          | 4                 |

### Classifiche di fine anno
| Classifica (2016) | Posizione |
| ----------------- | --------- |
| Australia         | 40        |
| Belgio (Fiandre)  | 39        |
| Belgio (Vallonia) | 36        |
| Brasile           | 2         |
| Canada            | 13        |
| Croazia           | 25        |
| Danimarca         | 22        |
| Francia           | 8         |
| Germania          | 43        |
| Italia            | 28        |
| Norvegia          | 19        |
| Nuova Zelanda     | 18        |
| Paesi Bassi       | 16        |
| Regno Unito       | 9         |
| Spagna            | 20        |
| Stati Uniti       | 4         |
| Svezia            | 19        |
| Svizzera          | 39        |
| Ungheria          | 31        |

### Classifiche di fine decennio
| Classifica (2010-19) | Posizione |
| -------------------- | --------- |
| Regno Unito          | 90        |
| Stati Uniti          | 53        |

### Classifiche di tutti i tempi
| Classifica (1958-2018) | Posizione |
| ---------------------- | --------- |
| Stati Uniti            | 308       |